# Donauweibchen
Donauweibchen (Les dames du Danube) est une valse de Johann Strauss II (op. 427). L'œuvre est écrite en décembre 1887 et créée le 8 janvier 1888 dans le cadre des concerts dominicaux de son frère Eduard dans la salle du Musikverein de Vienne.

## Histoire
Le compositeur composé l'œuvre sur la base de motifs de son opérette Simplicius. Elle rejoint une série de compositions (opus numéros 428, 429, 430, 431 et 432) qui reprennent toutes des thèmes de cette opérette, dont la valse Altdeutsche Walzer, qui est publiée sans numéro d'opus. Le terme Donauweibchen est tiré d'un quatuor du troisième acte de l'opérette en question. Il s’agit d’une sirène de rivière qui peut faire à la fois le bien et le mal. Dans cette valse, Strauss rend aussi un hommage musical au fleuve du Danube.

## Durée
Sa durée d'exécution est de 8 minutes et 51 secondes. Elle peut varier quelque peu selon l'interprétation musicale du chef d'orchestre.

## Postérité
La pièce est jouée lors du célèbre concert du nouvel an à Vienne : en 1990 (Zubin Mehta) ; 1999 (Lorin Maazel) ; 2011 (Franz-Welster Möst).